# リュダクリス
リュダクリス（Ludacris, 本名：クリストファー・ブライアン・ブリッジス、Christopher Brian Bridges、1977年9月11日 - ）は、アメリカ合衆国イリノイ州シャンペーンのヒップホップMC・俳優。芸名の由来は、本名のクリスと「滑稽」という意味のludicrousを掛けた物。俳優としては『ワイルド・スピード』シリーズなどに出演している。身長173cm。

## 来歴
子供の頃、ラウドマウス・フーリガンズなるMCユニットを結成。その後アトランタに引っ越す。ラッパーとしてのキャリアは地元アトランタでのラジオ局『Hot97』のChris Lova Lovaという番組でのラジオパーソナリティーで人気を博し、1998年にはティンバランドやジャーメーン・デュプリのアルバムに参加したりする。
2000年には『Disturbing tha Peace』を設立し、自主制作で1stアルバム『インコグネグロ』をリリース。その後デフ・ジャムと契約し、レーベル内にデフ・ジャム・サウスとして、Disturbing tha Peaceを正式に傘下にし、同年、『インコグネグロ』の新装盤『バック・フォー・ザ・ファースト・タイム』正式リリース。また、貧困に悩む子供達への奨学金授与をメインとする『Ludacris Foundation』を設立している。
2003年にリリースした『チキンアンドビアー』のシングルカット『スタンド・アップ』が全米で1位を獲得。2004年にはアッシャーのシングル作品『Yeah!』（リュダクリスとリル・ジョン参加）がこれまた全米11週連続1位を獲得し、第47回グラミー賞にて、最優秀ラップ・コラボレーション賞を受賞した。
そして、2006年には6thアルバム『リリース・セラピー』をリリースし、第49回グラミー賞にて、2部門を受賞した(他に2部門にノミネート)。
2024年2月に開催された第58回スーパーボウルのハーフタイムショーに客演として出演した（ヘッドライナーはアッシャー）。

## 人物
2014年、ユードクシーと結婚し、翌年に第1子となる女児が誕生。
2020年1月に母親と娘と共にガボン国籍を所得した。

## ディスコグラフィ

### アルバム
| 1999                                      | Incognegro              | - 発売日: 1999年5月16日 - レーベル: Disturbing tha Peace - フォーマット: CD, LP, digital download                                 | 179 | —  | —  | —  | —  | —  | —   |                                                  |
| 2000                                      | Back for the First Time | - 発売日: 2000年10月17日 - レーベル: Disturbing tha Peace, Def Jam - フォーマット: CD, LP, digital download - 全米売上: 310.3万枚 | 4   | —  | —  | —  | —  | —  | 160 | - US: 3× プラチナ - CAN: ゴールド                |
| 2001                                      | Word of Mouf            | - 発売日: 2001年11月6日 - レーベル: Disturbing tha Peace, Def Jam - フォーマット: CD, LP, digital download - 全米売上: 367.4万枚  | 3   | —  | —  | 98 | —  | —  | 57  | - US: 3× プラチナ - CAN: プラチナ - UK: ゴールド |
| 2003                                      | Chicken-n-Beer          | - 発売日: 2003年10月7日 - レーベル: Disturbing tha Peace, Def Jam - フォーマット: CD, LP, digital download - 全米売上: 264.8万枚  | 1   | 98 | 5  | 87 | 71 | —  | 44  | - US: 3× プラチナ - CAN: プラチナ - UK: ゴールド |
| 2004                                      | The Red Light District  | - 発売日: 2004年12月7日 - レーベル: Disturbing tha Peace, Def Jam - フォーマット: CD, LP, digital download - 全米売上: 208.4万枚  | 1   | 54 | —  | —  | —  | 91 | 98  | - US: 2× プラチナ - CAN: ゴールド                |
| 2006                                      | Release Therapy         | - 発売日: 2006年9月26日 - レーベル: Disturbing tha Peace, Def Jam - フォーマット: CD, LP, digital download - 全米売上: 130万枚    | 1   | —  | —  | —  | —  | 57 | 69  | - US: プラチナ                                   |
| 2008                                      | Theater of the Mind     | - 発売日: 2008年11月24日 - レーベル: Disturbing tha Peace, Def Jam - フォーマット: CD, LP, digital download - 全米売上: 67.1万枚  | 5   | —  | 22 | —  | —  | 46 | 137 | - US: ゴールド                                   |
| 2010                                      | Battle of the Sexes     | - 発売日: 2010年3月9日 - レーベル: Disturbing tha Peace, Def Jam - フォーマット: CD, digital download - 全米売上: 63.2万枚        | 1   | —  | 17 | —  | —  | 82 | 58  | - US: ゴールド                                   |
| 2015                                      | Ludaversal              | - 発売日: 2015年3月31日 - レーベル: Disturbing tha Peace, Def Jam - フォーマット: CD, LP, digital download - 全米売上: 10万枚     | 3   | —  | —  | —  | —  | —  | 86  |                                                  |
| "—"は未発売またはチャート圏外を意味する。 |                         | |     |    |    |    |    |    |     |                                                  |

## フィルモグラフィ

### 映画
- ワイルド・スピードシリーズ
  - ワイルド・スピードX2 2 Fast 2 Furious (2003)
  - ワイルド・スピード MEGA MAX Fast Five (2011)
  - ワイルド・スピード EURO MISSION Fast & Furious 6（2013）
  - ワイルド・スピード SKY MISSION Furious 7 (2015)
  - ワイルド・スピード ICE BREAK The Fate of the Furious (2016)
  - ワイルド・スピード/ジェットブレイク Fast & Furious 9 (2021)
  - ワイルド・スピード/ファイヤーブースト Fast X (2023)
- ウォッシュ The Wash
- クラッシュ Crash (2004)
- ハッスル&フロウ Hustle & Flow (2005)
- ロックンローラ RocknRolla (2008)
- マックス・ペイン Max Payne (2009)
- GAMER GAMER (2009)
- ジャスティン・ビーバー ネヴァー・セイ・ネヴァー Justin Bieber: Never Say Never (2011)
- 抱きたいカンケイ No Strings Attached (2011)
- ニューイヤーズ・イブ New Year's Eve (2011)

### テレビ
- LAW & ORDER:性犯罪特捜班 - Law & Order: Special Victims Unit
- ザ・シンプソンズ - The Simpsons 声の出演
- Empire 成功の代償 - Empire